# 江田町 (前橋市)
江田町（えだまち）は、群馬県前橋市の地名。郵便番号は371-0836。2013年現在の面積は0.59km2。

## 地理
前橋市の西部、前橋台地の利根川右岸西方、染谷川流域に位置している。

### 河川
- 染谷川

## 歴史
江戸時代頃からある地名である。はじめは高崎藩領で、寛延2年に前橋藩領、天明2年からは高崎藩領だった。
前橋市に編入されてからは、前橋と高崎の市街地への交通の便が良いことから、宅地化が進んでいる。

### 年表
- 1889年4月1日 町村制施行により、江田村は箱田村、前箱田村、川曲村、稲荷新田村、下新田村、上新田村、小相木村、後家村、古市村と合併し群馬郡東村が成立する。
- 1896年4月1日 郡統合（西群馬郡と片岡郡の統合）により群馬郡に所属する。
- 1954年4月1日 周辺1町5村（元総社村、上川淵村、芳賀村、桂萱村、下川淵村、群馬郡総社町）とともに東村は前橋市へ編入する。そのため前橋市江田町となる。

### 地名の由来
近くに日高条里などがあり、条里制との関わりがある地名だと考えられている。

## 世帯数と人口
2017年（平成29年）8月31日現在の世帯数と人口は以下の通りである。
| 町丁   | 世帯数    | 人口    |
| ------ | --------- | ------- |
| 江田町 | 1,052世帯 | 2,361人 |

## 小・中学校の学区
市立小・中学校に通う場合、学区は以下の通りとなる。
| 番地 | 小学校               | 中学校             |
| ---- | -------------------- | ------------------ |
| 一部 | 前橋市立東小学校     | 前橋市立東中学校   |
| 一部 | 前橋市立大利根小学校 | 前橋市立箱田中学校 |

## 交通

### 鉄道
鉄道駅はない。

### 道路
国道は通っておらず、県道は群馬県道12号前橋高崎線が通っている。

## 施設
- 前橋江田郵便局
- 群馬県自動車教習所